# Аудерланд, Пит
Питер (Пит) Аудерланд (нидерл. Pieter "Piet" Ouderland; 17 марта 1933, Амстердам — 3 сентября 2017, там же) — нидерландский бейсболист, баскетболист и футболист. Единственный в истории нидерландский спортсмен, сыгравший как за баскетбольную, так и за футбольную сборную своей страны. Участник Чемпионата Европы по баскетболу 1951 года в Париже.
Выступал за футбольные команды «Аякс», «Занстрек», АЗ'67 и ЗФК; играл на позициях крайнего нападающего и защитника. Провёл 7 матчей за национальную сборную Нидерландов по футболу и 20 матчей за сборную по баскетболу. Чемпион Нидерландов по бейсболу (в составе ОВВО), баскетболу (в составе ДЭД) и футболу (в составе «Аякса»).

## Клубная карьера
Пит Аудерланд начал свою футбольную карьеру в амстердамском «Аяксе». Его дебют в клубе состоялся 28 августа 1955 года в матче против клуба НОАД. В 1957 году Пит стал чемпионом первого официального чемпионата Нидерландов, «Аякс» в сезоне 1956/57 всего на три очка опередил второго призёра чемпионата — клуб «Фортуна’ 54». В 1960 году стал двукратным чемпионом Нидерландов, а годом позже стал и обладателем Кубка Нидерландов 1961 года. Всего в составе «Аякса» Пит провёл 261 официальных матча, из них 220 матчей приходились на чемпионат Нидерландов, 20 матчей на национальные кубки и 21 матч на еврокубки. За «Аякс» Аудерланд забил 26 мячей.
В 1964 году Пит перешёл в клуб «Занстрек», который выступал во втором нидерландском дивизионе. В июле 1968 года подписал контракт с клубом ЗФК из Зандама. Спустя год завершил игровую карьеру и стал тренером юношеской команды АЗ’67, кроме этого занял должность ассистента главного тренера Роберта Хайнца.

## Карьера в сборной
В национальной сборной Нидерландов Аудерланд дебютировал 14 октября 1962 года в матче против сборной Бельгии, который завершился победой бельгийцев со счётом 2:0. Всего Пит провёл 7 матчей за сборную, свою последнюю игру — 11 сентября 1964 года в матче квалификационного турнира к чемпионату Европы 1964 года против Люксембурга, матч окончился вничью 1:1.

## Личная жизнь
Питер родился в марте 1933 года в Амстердаме. Отец — Абрам Хендерикюс Аудерланд, мать — Катрина де Хан. Оба родителя были родом из Амстердама, они поженились в ноябре 1923 года — на момент женитьбы отец работал пекарем. В их семье была ещё старшая дочь Катарина, родившаяся в апреле 1925 года.
Женился в возрасте двадцати двух лет — его супругой стала Каролина Хендрика (Лини) Май. Их брак был зарегистрирован 25 февраля 1956 года. В июле того же года у них родился сын по имени Питер Мишел. В апреле 1958 года родился второй сын — Роберт Эдвин, а в декабре 1960 года третий сын — Марсел Пьер. Его средний сын, Роб, в период с 1989 по 2008 год работал в департаменте спортивной физиотерапии и медицины в Футбольном союзе Нидерландов, а с декабря 2007 по декабрь 2014 года работал физиотерапевтом в российском клубе «Зенит» из Санкт-Петербурга.
Умер 3 сентября 2017 года в Амстердаме в возрасте 84 лет.

## Достижения
«Аякс»
- Чемпион Нидерландов (2): 1956/57, 1959/60
- Обладатель Кубка Нидерландов: 1960/61

## Статистика

### Выступления за клубы по сезонам
| Клуб  | Сезон   | Лига | Лига | Кубок | Кубок | Европейские кубки | Европейские кубки | Итого | Итого |
| Клуб  | Сезон   | Игры | Голы | Игры  | Голы  | Игры              | Голы              | Игры  | Голы  |
| ----- | ------- | ---- | ---- | ----- | ----- | ----------------- | ----------------- | ----- | ----- |
| Аякс  | 1955/56 | 27   | 6    |       |       |                   |                   | 27    | 6     |
| Аякс  | 1956/57 | 14   | 5    | 1     | 1     |                   |                   | 15    | 6     |
| Аякс  | 1957/58 | 21   | 3    |       |       | 4                 | 3                 | 25    | 6     |
| Аякс  | 1958/59 | 34   | 0    | 4     | 0     |                   |                   | 38    | 0     |
| Аякс  | 1959/60 | 3    | 0    |       |       |                   |                   | 3     | 0     |
| Аякс  | 1960/61 | 29   | 1    | 8     | 0     | 6                 | 1                 | 43    | 2     |
| Аякс  | 1961/62 | 33   | 3    | 2     | 0     | 0                 | 0                 | 35    | 3     |
| Аякс  | 1962/63 | 29   | 1    | 0     | 0     | 9                 | 1                 | 38    | 2     |
| Аякс  | 1963/64 | 30   | 1    | 5     | 0     | 2                 | 0                 | 37    | 1     |
| Аякс  | Итого   | 220  | 20   | 20    | 1     | 21                | 5                 | 261   | 26    |
| АЗ'67 | 1967/68 | 28   | 5    | 2     | 0     |                   |                   | 30    | 5     |
| АЗ'67 | Итого   | 28   | 5    | 2     | 0     |                   |                   | 30    | 5     |

### Матчи Аудерланда за сборную Нидерландов
| Матчи Аудерланда за сборную Нидерландов | Матчи Аудерланда за сборную Нидерландов | Матчи Аудерланда за сборную Нидерландов | Матчи Аудерланда за сборную Нидерландов | Матчи Аудерланда за сборную Нидерландов | Матчи Аудерланда за сборную Нидерландов |
| --------------------------------------- | --------------------------------------- | --------------------------------------- | --------------------------------------- | --------------------------------------- | --------------------------------------- |
| №                                       | Дата                                    | Соперник                                | Счёт                                    | Голы Аудерланда                         | Соревнование                            |
| 1                                       | 14 октября 1962                         | Бельгия                                 | 0:2                                     | —                                       | Товарищеский матч                       |
| 2                                       | 11 ноября 1962                          | Швейцария                               | 3:1                                     | —                                       | Чемпионат Европы 1964 (отбор)           |
| 3                                       | 3 марта 1963                            | Бельгия                                 | 0:1                                     | —                                       | Товарищеский матч                       |
| 4                                       | 31 марта 1963                           | Швейцария                               | 1:1                                     | —                                       | Чемпионат Европы 1964 (отбор)           |
| 5                                       | 17 апреля 1963                          | Франция                                 | 1:0                                     | —                                       | Товарищеский матч                       |
| 6                                       | 2 мая 1963                              | Бразилия                                | 1:0                                     | —                                       | Товарищеский матч                       |
| 7                                       | 11 сентября 1963                        | Люксембург                              | 1:1                                     | —                                       | Чемпионат Европы 1964 (отбор)           |

Итого: 7 матчей / 0 голов; 3 победы, 2 ничьи, 2 поражения.